# Colobopsis nipponica
Colobopsis nipponica  (лат.) — вид муравьёв рода Colobopsis из подсемейства формицины (Formicinae). Дендробионт.

## Распространение
Китай, Япония.

## Описание
Муравьи с обрезанной или окаймлённой спереди формой головы (имеют касту пробкоголовых солдат). От близких видов отличаются строением клипеуса (его передняя часть выступает вперёд в медиальной и боковых частях). Рабочие муравьи имеют длину около 5 мм. Усики длинные, у самок и рабочих 12-члениковые. Жвалы рабочих с 5 зубцами. Нижнечелюстные щупики 6-члениковые, нижнегубные щупики состоят из 4 сегментов. Стебелёк между грудкой и брюшком состоит из одного сегмента (петиоль)..